# Safari Ltd.
Safari Ltd. je americká firma. Tato firma vyrábí vzdělávací hračky v podobě autentických, ručně malovaných modelů zvířat a dětských pomůcek do přírody. 
Společnost založil v roce 1982 německý manželský pár Bernard a Rosemarie Rubel. V roce 1986 firma podepsala licenční smlouvu s Carnegie Museum of Natural History. Tato licence umožnila vyrábět autentické modely dinosaurů ve spolupráci s jejich paleontology. S postupným rozrůstáním firmy se začala rozšiřovat i série modelů, které se už neomezovaly jen na dinosaury, ale nabízely pohled na celý svět.
V současné chvíli vede podnik jejich pravnuk Alexandre Pariente se svou manželkou Christinou. Alexandre Pariente vytvořil SafariPedii Archivováno 9. 5. 2018 na Wayback Machine. (encyklopedii online), která vzdělává děti po celém světě a doplňuje tak kompletní přehled jejich produktů. 

## Sortiment
Safari Ltd. nabízí široký sortiment více než 1000 modelů zvířat zahrnující figurky dinosaurů, zvířat z divoké přírody, draků, pohádkových postav, koní, života na farmě, hmyzu, mořských živočichů i mystických zvířat.
Kolekce Safariology je zaměřena na pomůcky do přírody a modely pro pozorování života živočichů a rostlin. Tato kolekce zahrnuje dalekohledy, kompasy, krabičky na brouky, lupy a spoustu dalších nástrojů pro bádání, ale i životní cykly několika druhů zvířat a rostlin, jako je např. mořská želva, kuře, komár, včela, fazole nebo vývoj člověka.

## Značka
Bernie the Gator je maskotem Safari Ltd. a zároveň odkazem na jeho zakladatele Bernarda Amadea Rubela. Aligátor je oblíbeným zvířetem především v USA na Floridě, kde společnost sídlí.